# Órgano positivo

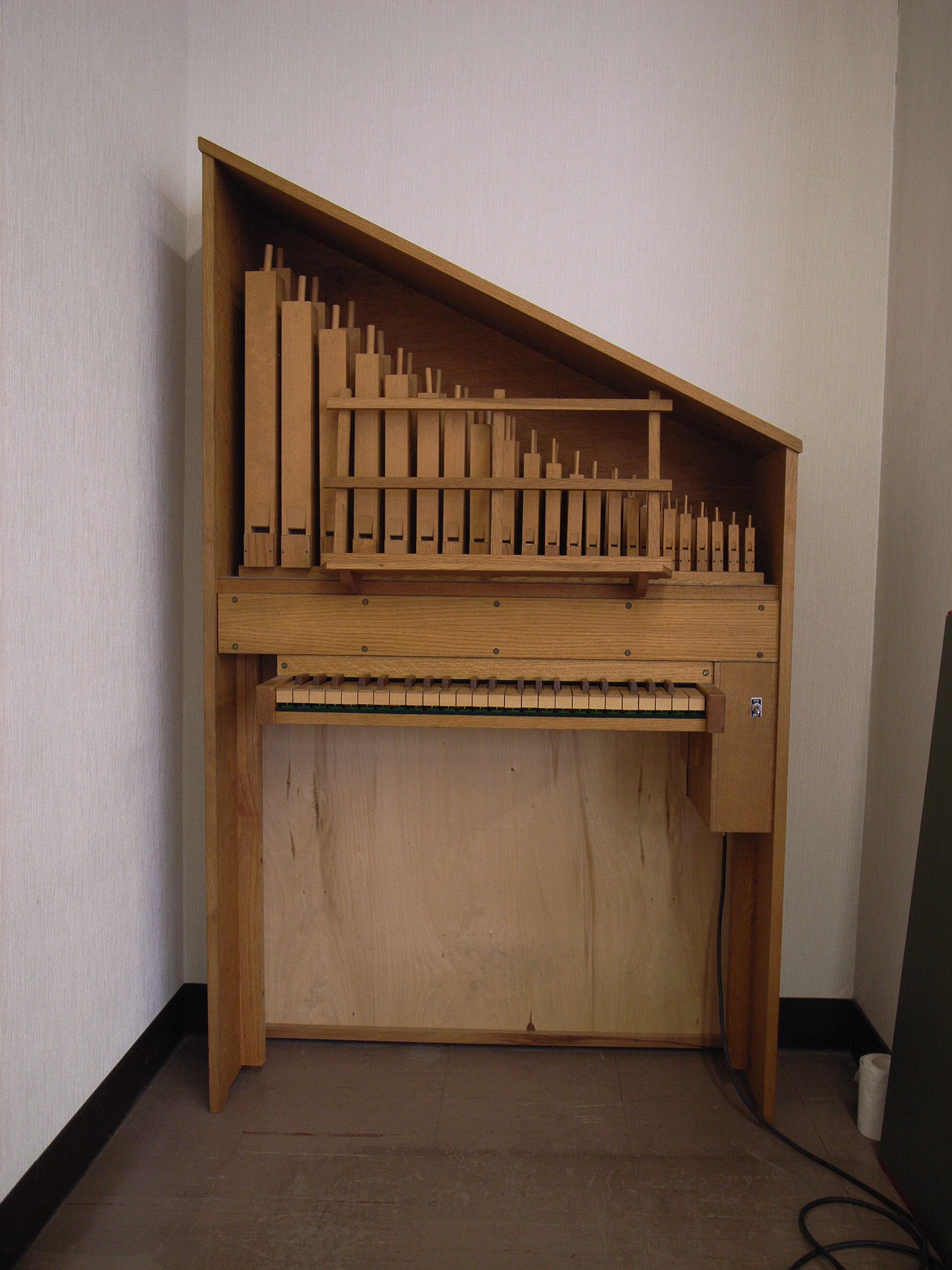
Órgano positivo.

El órgano positivo o realejo (también llamado organino) es un órgano de reducidas dimensiones emplazado en lugar fijo (sobre una mesa o en el suelo).

## Historia

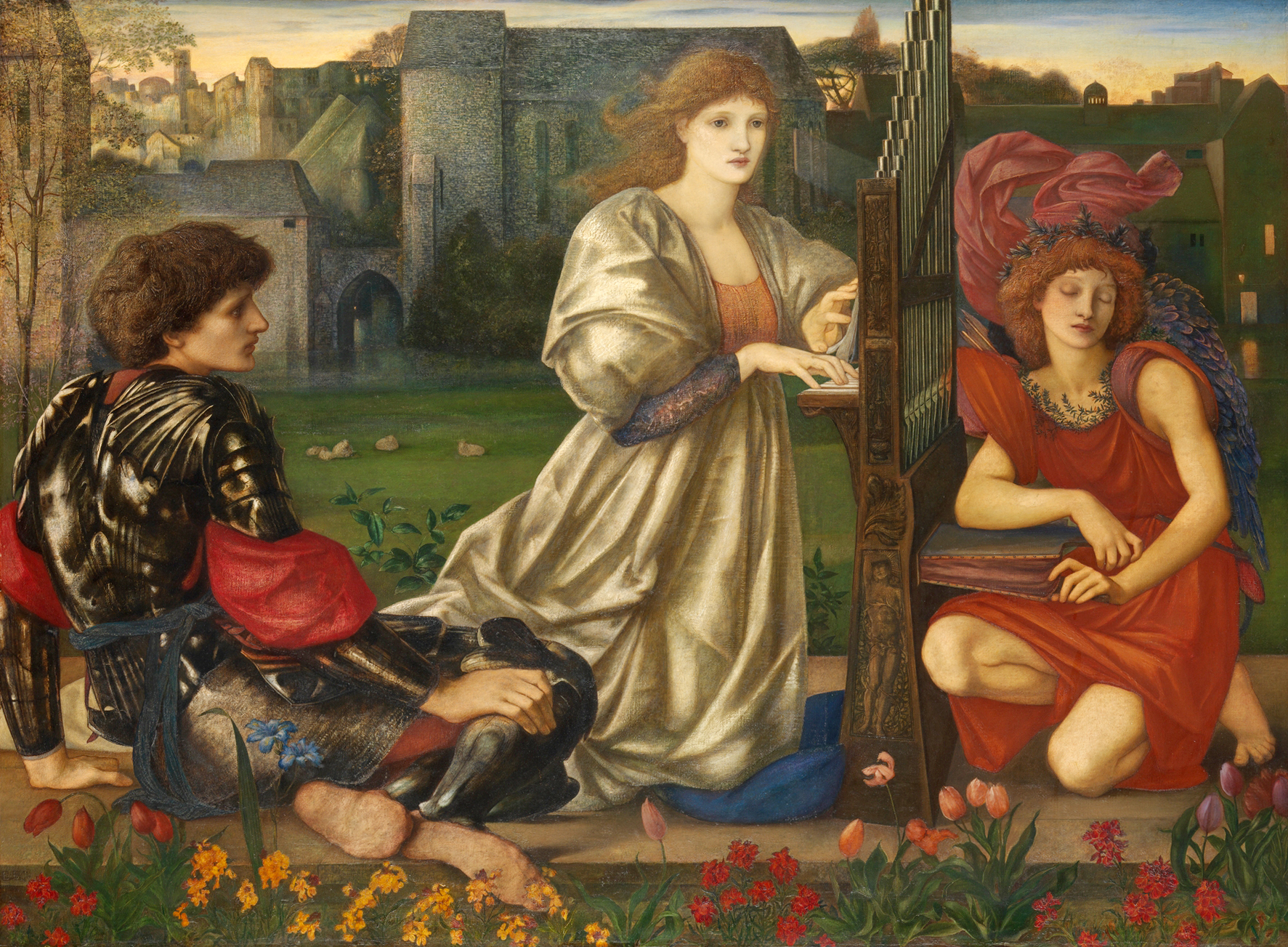
"Chant d'Amour". Edward Burne-Jones.

Este instrumento fue muy usado, especialmente a partir del siglo XIV, tanto en el contexto religioso como en el profano. Vivió su época de esplendor en el siglo XV (se le conocía con el nombre latino organus parvus, órgano pequeño), usándose para acompañar el canto o formando parte de pequeños conjuntos instrumentales (salvo excepciones, toda la música para órgano de esa época estaba escrita para ser ejecutada en un órgano positivo). 
En el Barroco este instrumento se empleó en la ejecución del bajo continuo, y a mediados del siglo XVII se empleó para la interpretación de la música eclesiástica.
Una disposición de un órgano positivo común puede ser la siguiente:
- Violón 8'
- Tapadillo 4'
- Quincena 2'
- Diecinovena 1 1/3’

## Descripción
Generalmente, el realejo estaba formado por un solo teclado manual y unos pocos registros (entre cinco y doce), pero era rico en fondos y mixturas y su diapasón más grave era de ocho a cuatro pies. Su extensión era de unas tres octavas y media aproximadamente. Los fuelles se ubicaban detrás del instrumento. Carece de bajo por pedales.